# Chips und Toffel
Chips und Toffel (im Original: Chip and Potato) ist eine kanadisch-britische Animationsserie für Kinder unter sieben Jahren, die von WildBrain (ehemals DHX Media) und Darrall Macqueen produziert wurde. Sie handelt von dem Mopsmädchen Chips im ersten Kindergartenjahr.
Die Erstausstrahlung in Kanada auf dem Fernsehsender Family Jr. begann am 15. Oktober 2018. International erscheint sie bei Netflix, wo jeweils zwei Geschichten zu einer Episode zusammengefügt werden.

## Handlung
Das vierjährige Mopsmädchen Chips kommt in den Kindergarten und bestreitet neue Herausforderungen in dieser Lebensphase mithilfe ihres größeren Bruders Spud, ihres Mitschülers Nico und vor allem mit der Hilfe von Toffel, einer echten Maus, die sie aber als Kuscheltier verkleidet vor den anderen geheim hält.

## Figuren
Anmerkung: In diesem Abschnitt wird die Zählung von Staffeln und Episoden nach Netflix verwendet.
Familie Mops
Die Familie Mops wohnt im Willkommensweg in Glücksstadt. Die Eltern werden Kleine Mama und Kleiner Papa genannt; letzterer ist Polizist in Glücksstadt. Ihr Sohn Spud (ein englisches Wort für Kartoffel) ist in der zweiten Klasse der Regenbogenwaldschule. Seine kleine Schwester Chips ist zu Beginn vier Jahre alt und kommt neu in den Kindergarten.  Als Baby begegnete ihr die echte Maus Toffel, die einen rosa Wollpullover trägt und sich dessen Kapuze so überziehen kann, dass sie wie ein Plüschtier aussieht. Chips trägt Toffel als Plüschtier vor den anderen verborgen überall mit hin. Am Ende der zweiten Staffel hat sie ihren fünften Geburtstag. Kleine Mama ist in der ersten Staffel schwanger und bekommt das Baby in der zweiten Staffel, das Totsi (im Original Tot nach „Tater Tots“, einer amerikanischen Krokettenmarke) genannt wird. Auch Oma Mops kommt häufig vor, wenn die Familie sie oder sie die Familie besucht. Ihr Freund ist der Mops Gordie. In der dritten Staffel sind Oma und Gordie verlobt und ziehen in den Willkommensweg, weil sie den Laden der Flamingos übernehmen, aus dem sie einen Tacoladen machen. Die Hochzeit findet in der vierten Staffel statt.
Familie Panda
Die Familie Panda zieht in der vierten Episode neben die Möpse neu in den Willkommensweg. Sie besteht aus Mutter Amanda und ihren Kindern Nico und Bodi. Nico ist vier Jahre alt und kommt in dieselbe Kindergartenklasse wie Chips. Sie werden beste Freunde und in der zweiten Staffel lernt er sogar die echte Maus Toffel kennen. Bodi ist ein Baby, das von Amanda in einem Tragetuch herumgetragen wird. Toffel zeigt sich ihm, von anderen unbemerkt, als echte Maus und bringt ihn immer zum Lachen, ein Effekt, den die anderen aber Chips zuschreiben. Nicos Vater Andy, der beruflich Modelle zur Häuserplanung baut, kommt in der vierten Staffel einmal zu Besuch.
Herr Diggerty
Herr Diggerty ist ein Maulwurf und der Lehrer der Kindergartenklasse, die er Fröhliche Hopper nennt. Er ist sehr freundlich, gut gelaunt und unterstützt seinen Unterricht durch Tanz und Gesang.
Zebras
In der ersten Staffel wohnt das ältere Zebra-Ehepaar Schiller (im Original die Dazzles) neben den Möpsen. In der zweiten Staffel ziehen die Schillers aus und in ihr Haus zieht die Zebra-Familie Miller (im Original die Razzles). Diese besteht aus dem gleichgeschlechtlichen Ehepaar Ray und Roy und ihren Zwillingen im Babyalter, Ron und Ruby.
Flamingos
Die Flamingos Mr. und Mrs. Flingo betreiben einen Lebensmittelladen, in dem die anderen Figuren einkaufen gehen. Sie übergeben die Filiale an Oma Mops und Gordie, als sie in Rente gehen.
Weitere Kinder
In dem Willkommensweg wohnen außerdem Elefanten mit den Zwillingen Stomp, ein Junge, und Stamp, ein Mädchen, sowie Giraffen mit dem Mädchen Gigglish Grand. Die drei gehen ebenfalls in den Kindergarten mit Chips und Nico. Weitere fröhliche Hopper sind:
- Rüpel Howie Hyäne
- Kamel Humphrey Bumpety-Bump
- Löwin Betsy
- Alex Antilope (im Original Anteaterlope, Kreuzung aus Ameisenbär (englisch anteater) und Antilope)
- Barry Bär
- Garvey Gorilla
- Henrietta Hippo
- Mona Emu
- Peter Wolfsjunge
- Pedro Leopard (ab Staffel 2)
- Lama Paco ist Spuds bester Freund und Mitschüler in der zweiten Klasse.
- Armando Gürteltier freundet sich mit Chips im Urlaub an.

Weitere Erwachsene
- Alpaka Frau Wooly, Schulleiterin, sitzt im Rollstuhl
- Biber Frau Nash, Hausmeisterin der Schule
- Schulsekretär Herr Dachsfuchs
- Kamel Herr Bumpety-Bump, Schulbusfahrer
- Korella Kakadu, Chips’ und Nicos Klavierlehrerin
- Esel Donnie Donkey, Briefträger
- Frau Wal, Vertretungslehrerin

### Synchronisation
| Rolle          | Originalsprecher       | Deutscher Sprecher    |
| -------------- | ---------------------- | --------------------- |
| Chips          | Abigail Oliver         | Leyla Bulut           |
| Toffel         | Andrea Libman          | Emily Seubert         |
| Spud           | Chance Hurstfield      | Leander Elias         |
| Kleine Mama    | Briana Buckmaster      | Stephanie Damare      |
| Kleiner Papa   | Brian Dobson           | Frank Logemann        |
| Oma Mops       | Christina Jastrzembska | Anne Moll             |
| Nico Panda     | Dominic Good           | Henry Schneider       |
| Amanda Panda   | Teryl Rothery          | Iris Schumacher       |
| Herr Diggerty  | Alessandro Juliani     | Frank Jordan          |
| Stomp Fant     | Evan Byarushengo       | Tom Wiedemann         |
| Stamp Fant     | Scotia Andersen        | Kristina von Weltzien |
| Gigglish Grand | Emma Jayne Maas        | Arlette Stanschus     |
| Howie Hyäne    | Brendan Sunderland     | Lino Böttcher         |
| Paco Lama      | Zion Simpson           | Jesse Grimm           |
| Gordie         | Garry Chalk            |                       |

## Episodenliste

### Übersicht
| Kanada (Family Jr.) | Kanada (Family Jr.) | Kanada (Family Jr.)           | international (Netflix) | international (Netflix) | international (Netflix) |
| St.                 | Ep.                 | Veröffentlichung              | St.                     | Ep. Anm                 | Veröffentlichung        |
| ------------------- | ------------------- | ----------------------------- | ----------------------- | ----------------------- | ----------------------- |
| 1                   | 40                  | 15. Okt. 2018 – 15. Juli 2019 | 1                       | 10                      | 17. Mai 2019            |
| 1                   | 40                  | 15. Okt. 2018 – 15. Juli 2019 | 2                       | 10                      | 29. Nov. 2019           |
| 2                   | 20                  | 11. Sep. 2021 – 23. Okt. 2021 | 3                       | 5+1                     | 8. März 2022            |
| 2                   | 20                  | 11. Sep. 2021 – 23. Okt. 2021 | 4                       | 5+1                     | 3. Okt. 2022            |

### Staffel 1 (Family Jr.)

#### Staffel 1 (Netflix)
| Nr. (ges.) | Nr. (St.) | Deutscher Titel                    | Originaltitel            | Erstausstrahlung Kanada | Regie         | Drehbuch           |
| --- | --------- | ---------------------------------- | ------------------------ | ----------------------- | ------------- | ------------------ |
| 1 | 1a        | Guten Morgen, Toffel!              | Morning Potato!          | 15. Okt. 2018           | Joel Dickie   | Catherine Williams |
| Chips will sich am Morgen selbständig fertigmachen, braucht aber doch noch Hilfe dabei, sich anzuziehen. |           |                                    |                          |                         |               |                    |
| 2 | 1b        | Chips kommt in die Schule          | Chip Starts Kindergarten | 16. Okt. 2018           | Ridd Sorensen | Catherine Williams |
| Chips hat ihren ersten Tag in der Kindergartenklasse der Fröhlichen Hopper und lernt ihren Lehrer Herrn Diggerty kennen. |           |                                    |                          |                         |               |                    |
| 3 | 2a        | Chips verirrt sich                 | Chip Gets Lost           | 17. Okt. 2018           | Joel Dickie   | Catherine Williams |
| Chips soll das Klassenbuch zum Schulsekretär bringen, aber verirrt sich in den Gängen der Schule auf dem Weg hin und zurück. Sie fragt unter anderem Frau Wooly um Hilfe.                                                                            |           |                                    |                          |                         |               |                    |
| 2b | 4         | Chips wäscht ein Auto              | Car Wash Chip            | 18. Okt. 2018           | Ridd Sorensen | Catherine Williams |
| Als Spud für das Erledigen einer Aufgabe Taschengeld erhält, will Chips auch eine Aufgabe erfüllen und wäscht das Auto der Schillers. Die Pandas ziehen in den Willkommensweg.                                                                       |           |                                    |                          |                         |               |                    |
| 5 | 3a        | Chips fährt Rollschuhe             | Chip Goes Rollerskating  | 19. Okt. 2018           | Joel Dickie   | Simon Nicholson    |
| Zur Belohnung erhält Chips von den Schillers Rollschuhe. Die Kleine Mama bringt ihr bei, Rollschuhe zu fahren, und Chips lässt auch Nico damit fahren.                                                                                               |           |                                    |                          |                         |               |                    |
| 6 | 3b        | Chips und Oma                      | Chip n Grandma Day       | 20. Okt. 2018           | Ridd Sorensen | Denise Cassar      |
| Chips verbringt einen Tag mit ihrer Oma. |           |                                    |                          |                         |               |                    |
| 7 | 4a        | Nicos erster Tag                   | Nico's First Day         | 21. Okt. 2018           | Joel Dickie   | Catherine Williams |
| Nico hat seinen ersten Tag in der Kindergartenklasse und Chips hilft ihm, sich zurechtzufinden, aber er findet schnell auch andere Freunde. |           |                                    |                          |                         |               |                    |
| 8 | 4b        | Die sportliche Chips               | Sporty Chip              | 22. Okt. 2018           | Ridd Sorensen | Dave Ingham        |
| Die Fröhlichen Hopper haben ihre erste Sportstunde und üben Hochsprung und Limbo. |           |                                    |                          |                         |               |                    |
| 9 | 5a        | Die neue Rutsche                   | Stomp and Stamp's Slide  | 23. Okt. 2018           | Joel Dickie   | Miranda Larson     |
| Die Elefanten erhalten eine neue Rutsche an ihrem Haus. Die Bewohner des Willkommenswegs helfen sie aufzubauen, um rutschen zu können. |           |                                    |                          |                         |               |                    |
| 10 | 5b        | Chips präsentiert einen Gegenstand | Show and Tell Chip       | 24. Okt. 2018           | Ridd Sorensen | Denise Cassar      |
| Die Fröhlichen Hopper sollen vor der Klasse einen Gegenstand vorzeigen. Als Chips Gegenstand zerstört wird, zeigt sie ihr Kuscheltier Toffel vor. Nach dem Unterricht erfahren Chips und Spud, dass die Kleine Mama schwanger ist.                   |           |                                    |                          |                         |               |                    |
| 11 | 6a        | Chips und der Bär                  | Chip and Deely Bear      | 25. Okt. 2018           | Joel Dickie   | Dave Ingham        |
| Chips soll auf den Klassenteddybär Deely aufpassen, doch vor dem Schlafengehen ist dieser weg. Chips muss sich herausschleichen, um Deely reinzubringen, der vom Regen verdreckt ist. Die Kleine Mama hilft ihr, Deely wieder in Ordnung zu bringen. |           |                                    |                          |                         |               |                    |
| 12 | 6b        | Chips hat Klavierunterricht        | Chip's Piano Lesson      | 3. Dez. 2018            | Ridd Sorensen | Denise Cassar      |
| Chips hat ihre erste Klavierstunde mit Korella Kakadu und lernt ein Lied. |           |                                    |                          |                         |               |                    |
| 13 | 7a        | Spielenachmittag bei Nico          | A Playdate at Nico's     | 10. Dez. 2018           | Joel Dickie   | Soulla Ericksen    |
| Chips ist bei den Pandas eingeladen, um mit Nico zu spielen. |           |                                    |                          |                         |               |                    |
| 14 | 7b        | Roxy die Babysitterin              | Roxy the Babysitter      | 17. Dez. 2018           | Ridd Sorensen | Simon Nicholson    |
| Während Kleiner Papa und Kleiner Mama ausgehen, passt Roxy Nashorn auf Chips und Spud auf. |           |                                    |                          |                         |               |                    |
| 15 | 8a        | Das Theaterstück                   | Chip's Class Show        | 7. Jan. 2019            | Joel Dickie   | Catherine Williams |
| Die Fröhlichen Hopper präsentieren ihren Eltern ein Theaterstück über Piraten. Danach erfahren Chips und Spud, dass ihr neues Geschwisterchen ein Mädchen sein wird.                                                                                 |           |                                    |                          |                         |               |                    |
| 16 | 8b        | Zwei Spielverabredungen            | Double Playdate Chip!    | 14. Jan. 2019           | Ridd Sorensen | Chris Parker       |
| Paco ist mit Spud zum Spielen verabredet und Chips lädt auch Nico ein. Sie sucht etwas, das sie alle vier zusammen spielen können. |           |                                    |                          |                         |               |                    |
| 17 | 9a        | Chip übernachtet bei einem Freund  | Chip's First Sleepover   | 21. Jan. 2019           | Joel Dickie   | Denise Cassar      |
| Chips übernachtet bei Nico, aber kann nicht einschlafen, weil sie ihre Eltern vermisst, und lässt sich von Amanda nach Hause bringen. |           |                                    |                          |                         |               |                    |
| 18 | 9b        | Doktor Chips                       | Doctor Chip              | 28. Jan. 2019           | Ridd Sorensen | Helen Farrall      |
| Während eines Familientags wird Toffel krank und Chips muss sich um sie kümmern. |           |                                    |                          |                         |               |                    |
| 19 | 10a       | Chips hat Schwimmunterricht        | Chip's Swimming Lesson   | 4. Feb. 2019            | Joel Dickie   | Dave Ingham        |
| Die Fröhlichen Hopper haben Schwimmunterricht bei Frau Kopfsprung, einem Pinguin. |           |                                    |                          |                         |               |                    |
| 20 | 10b       | Spuds Hausaufgabe                  | Spud's Homework          | 11. Feb. 2019           | Ridd Sorensen | Emma Nisbet        |
| Chips schleicht sich nachts heimlich runter, nimmt sich einen Keks und ruiniert aus Versehen Spuds Hausaufgabe. Am Morgen kriegt sie erst Ärger, aber dann ist wieder alles gut.                                                                     |           |                                    |                          |                         |               |                    |
| Diese Folgen wurden international am 17. Mai 2019 auf Netflix als 10 Folgen mit je 2 Geschichten veröffentlicht. |           |                                    |                          |                         |               |                    |

#### Staffel 2 (Netflix)
| Nr. (ges.) | Nr. (St.) | Deutscher Titel                | Originaltitel            | Erstausstrahlung Kanada | Regie         | Drehbuch           |
| --- | --------- | ------------------------------ | ------------------------ | ----------------------- | ------------- | ------------------ |
| 21 | 1a        | Polizistin Chips               | Police Pug Chip          | 4. März 2019            | Joel Dickie   | Chris Parker       |
| Chips begleitet ihren Vater beim Nimm-dein-Kind-zur-Arbeit-mit-Tag aufs Polizeirevier. |           |                                |                          |                         |               |                    |
| 22 | 1b        | Kürbisernte                    | Pumpkin Picking Chip     | 11. März 2019           | Ridd Sorensen | Lizzie Ennever     |
| Zur Kürbisernte bilden die Möpse und die Elefanten zwei Teams. Chips findet den größten Kürbis auf dem Feld, aber um ihn nach Hause zu bringen, braucht sie auch Hilfe von den Elefanten. |           |                                |                          |                         |               |                    |
| 23 | 2a        | Chips Ausflug                  | Chip's School Trip       | 18. März 2019           | Joel Dickie   | Dave Ingham        |
| Als die Fröhlichen Hopper ins Museum fahren, muss Chips neben Howie Hyäne sitzen. |           |                                |                          |                         |               |                    |
| 24 | 2b        | Die große Schwester Chips      | Big Sister Chip          | 25. März 2019           | Ridd Sorensen | Helen Farrall      |
| Chips verbringt den Tag bei den Pandas, denn ihre Eltern sind im Krankenhaus: Chips Schwester wird geboren. |           |                                |                          |                         |               |                    |
| 25 | 3a        | Chips kleine Schwester         | Chip's Baby Sister       | 1. Apr. 2019            | Joel Dickie   | Catherine Williams |
| Die Eltern bringen das Baby nach Hause und Chips will ihre Schwester auch einmal halten, aber immer dann schreit das Baby. Chips schenkt dem Baby ihr Kuscheltier Toffi und findet den Namen Totsy.                                                                                           |           |                                |                          |                         |               |                    |
| 26 | 3b        | Nach der Schule                | After School Chip        | 8. Apr. 2019            | Ridd Sorensen | Catherine Williams |
| Chips geht zum ersten Mal in die Nachmittagsbetreuung. Zuerst fühlt sie sich unwohl und will nach Hause, aber dann findet sie eine neue Freundin. |           |                                |                          |                         |               |                    |
| 27 | 4a        | Oma hat Geburtstag             | Grandma Pug's Birthday   | 15. Apr. 2019           | Joel Dickie   | Gillian Corderoy   |
| Chips hat Omas Geburtstagsparty geplant, aber alles läuft etwas anders, weil Oma noch einen Freund mitbringt. |           |                                |                          |                         |               |                    |
| 28 | 4b        | Überraschungsgast              | Puggy House Guest        | 22. Apr. 2019           | Ridd Sorensen | Mark Robertson     |
| Fernanda, die Freundin von Kleine Mama, eine Fußballspielerin aus Brasilien, kommt zu Besuch und veranstaltet mit den Möpsen ein Kickerturnier. In der Nacht schleicht Chips sich herunter, um zu üben.                                                                                       |           |                                |                          |                         |               |                    |
| 29 | 5a        | Warten auf den Schmetterling   | Puggy's Butterfly        | 29. Apr. 2019           | Joel Dickie   | Simon Nicholson    |
| Im Klassenraum der Fröhlichen Hopper schlüpft ein Schmetterling aus der Puppe im Terrarium. Weil sie nachts wach war, schläft Chips im Unterricht ein und ihr geht es gar nicht gut. Sie wird krank und muss abgeholt werden.                                                                 |           |                                |                          |                         |               |                    |
| 30 | 5b        | Chips juckt es                 | Itchy Chip               | 6. Mai 2019             | Ridd Sorensen | Denise Cassar      |
| Chips hat die Mopswindpocken und darf sich nicht kratzen. Die Kleine Mama lenkt sie daher mit Aufgaben ab. |           |                                |                          |                         |               |                    |
| 31 | 6a        | Endlich genesen                | Back to School Chip      | 13. Mai 2019            | Joel Dickie   | Dave Ingham        |
| Chips kehrt an dem Tag in die Schule zurück, als ein Klassenfoto gemacht wird, und Nico hat sich in der Zwischenzeit mit dem neuen Mitschüler Pedro Leopard angefreundet. |           |                                |                          |                         |               |                    |
| 32 | 6b        | Chips lernt Rad fahren         | Chip's Big Bike Ride     | 20. Mai 2019            | Ridd Sorensen | Alexandra Owen     |
| Chips lernt mit Stützrädern Rad fahren. |           |                                |                          |                         |               |                    |
| 33 | 7a        | Der Abschied von den Schillers | Bye Bye Dazzles          | 27. Mai 2019            | Joel Dickie   | Chris Parker       |
| Die Schillers ziehen weg und veranstalten einen Flohmarkt mit Dingen, die sie nicht mitnehmen können. Chips hat ihnen zum Abschied eine Karte gebastelt. Als es ihr gelingt, sie zu überreichen, enthüllt sie ihnen Toffels Geheimnis, damit die Maus sich auch von ihnen verabschieden kann. |           |                                |                          |                         |               |                    |
| 34 | 7b        | Elternsprechstunde             | Puggy Parent-Teacher Day | 3. Juni 2019            | Ridd Sorensen | Chris Parker       |
| Am Elternsprechtag kann Chips im Unterricht nicht leise bleiben und muss deswegen in der Pause drinnen bleiben. |           |                                |                          |                         |               |                    |
| 35 | 8a        | Chips erstes Vorspringen       | Chip's First Piano Exam  | 10. Juni 2019           | Joel Dickie   | Denise Cassar      |
| Chips und Nico haben eine Klavierprüfung und bestehen. In das Zebrahaus ziehen neue Nachbarn, die Millers. |           |                                |                          |                         |               |                    |
| 36 | 8b        | Chips Hausaufgabenprojekt      | Chip's Homework Project  | 17. Juni 2019           | Ridd Sorensen | Catherine Williams |
| Chips muss als Hausaufgabe ein Bild von ihrer Familie und ihren Freunden malen. Nico fällt von einem Baum. |           |                                |                          |                         |               |                    |
| 37 | 9a        | Besuch im Krankenhaus          | Hospital Trip Chip       | 24. Juni 2019           | Joel Dickie   | Catherine Williams |
| Nico ist im Krankenhaus und muss über Nacht da bleiben. Chips verrät ihm Toffels Geheimnis und lässt die Maus bei ihm. |           |                                |                          |                         |               |                    |
| 38 | 9b        | Chips ohne Toffel              | Chip Without Potato      | 1. Juli 2019            | Ridd Sorensen | Catherine Williams |
| Chips verbringt den Tag ohne Toffel mit Baby Topsy und sieht, wie es zum ersten Mal krabbelt. Zum Schlafen erzählt sie, wie sie zum ersten Mal Toffel getroffen hat. |           |                                |                          |                         |               |                    |
| 39 | 10a       | Chips hat Geburtstag           | Chip's Birthday          | 8. Juli 2019            | Joel Dickie   | Catherine Williams |
| Chips wird fünf und draußen liegt Schnee. Während der Feier kommt Nico zurück, aber Toffel ist weg. Dann kommt sie mit Chips Ballon angeflogen. |           |                                |                          |                         |               |                    |
| 40 | 10b       | Es schneit                     | Snow School Chip         | 15. Juli 2019           | Ridd Sorensen | Catherine Williams |
| Herr Diggerty hält den Unterricht draußen. Im Schnee geht Toffel verloren und Chips und Nico müssen sie suchen. |           |                                |                          |                         |               |                    |
| Diese Folgen wurden international am 29. November 2019 auf Netflix als 10 Folgen mit je 2 Geschichten veröffentlicht. |           |                                |                          |                         |               |                    |

### Staffel 2 (Family Jr.)

#### Staffel 3 (Netflix)
| Nr. (ges.) | Nr. (St.) | Deutscher Titel                  | Originaltitel                | Erstveröffentlichung Kanada | Regie         | Drehbuch           |
| --- | --------- | -------------------------------- | ---------------------------- | --------------------------- | ------------- | ------------------ |
| 41 | 1a        | Chips auf dem Jahrmarkt          | Fairground Chip              | 11. Sep. 2021               | Matt Ferguson | Catherine Williams |
| Die Familien vom Willkommensweg machen am letzten Ferientag einen Ausflug zum Jahrmarkt. Howie überredet, Nico mit der Achterbahn zu fahren, aber Chips ist noch nicht groß genug. Nachdem sie den kleinen Verwandten von Diggerty hilft, können sie noch Autoscooter fahren. |           |                                  |                              |                             |               |                    |
| 42 | 1b        | Chips und die Vertretung         | Chip, Meet Mrs. Whale        | 11. Sep. 2021               | Joel Dickie   | Sam Barlow         |
| Weil Herr Diggerty operiert wird, erhalten die Fröhlichen Hopper eine Vertretungslehrerin: Frau Wal. |           |                                  |                              |                             |               |                    |
| 43 | 2a        | Chips und Glenda                 | Chip and Glenda              | 12. Sep. 2021               | Matt Ferguson | Emma Boucher       |
| Die Möpse erhalten Besuch von Gordie und seiner Enkelin Glenda, einem Dalmatiner Chips will einen Zaubertrick vorführen, aber kann ihn noch nicht richtig. |           |                                  |                              |                             |               |                    |
| 44 | 2b        | Chips, die Picknickunterhalterin | Chip, the Picnic Entertainer | 12. Sep. 2021               | Joel Dickie   | Kate Scott         |
| Die Zebras geben ein Picknick für die Babys vom Willkommensweg. Chips und Nico basteln als Hausaufgabe Musikinstrumente und unterhalten damit die Babys. |           |                                  |                              |                             |               |                    |
| 45 | 3a        | Chips’ Haarschnitt               | Chip’s Haircut               | 18. Sep. 2021               | Matt Ferguson | Mark Robertson     |
| Chips begleitet das erste Mal Spud zum Friseur und will selbst einen Haarschnitt. Spud bekommt seine Haare nicht geschnitten, weil er Läuse hat, aber die gehen mit Shampoo wieder raus.                                                                                      |           |                                  |                              |                             |               |                    |
| 46 | 3b        | Chips’ Übernachtungsshirt        | Chip’s Sleepaway T-Shirt     | 18. Sep. 2021               | Joel Dickie   | Dave Ingham        |
| Spud geht für eine Woche auf Klassenfahrt und schenkt Chips ein T-Shirt. Weil Howie das gleiche hat, verbringt er den Tag mit ihr, macht dabei aber ihr Shirt immer schmutziger.                                                                                              |           |                                  |                              |                             |               |                    |
| 47 | 4a        | Tots neues Bett                  | Tot’s New Bed                | 26. Sep. 2021               | Matt Ferguson | Emma Hogan         |
| Tot beginnt aufstehen zu können und soll daher ein neues Bett so wie das von Chips erhalten. Diese missversteht aber, dass sie ihres abgeben sollen. |           |                                  |                              |                             |               |                    |
| 48 | 4b        | Chips backt einen Kuchen         | Chip’s Cake Bake             | 26. Sep. 2021               | Joel Dickie   | Alexandra Owen     |
| Für Tots bevorstehenden ersten Geburtstag backt Chips einen Kuchen. |           |                                  |                              |                             |               |                    |
| 49 | 5a        | Kevin zieht ein                  | Kevin Comes to Stay          | 2. Okt. 2021                | Matt Ferguson | Chris Parker       |
| Familie Mops soll auf die Katze Kevin des Polizeichefs aufpassen. Als Spud zurückkehrt, entwischt die Katze durch die Tür auf einen Baum. |           |                                  |                              |                             |               |                    |
| 50 | 5b        | Tots erster Geburtstag           | Tot’s First Birthday         | 2. Okt. 2021                | Joel Dickie   | Denise Cassar      |
| An Tots Geburtstag kommen Oma und Gordie zu Besuch. Chips entdeckt, dass Oma einen Verlobungsring trägt, und soll auf ihn aufpassen, bis Oma und Gordie verkünden, dass sie sich verlobt haben und in die Nähe ziehen.                                                        |           |                                  |                              |                             |               |                    |
| – | 6         | Chips und Toffel: Chips fliegt   | Chip and Potato: Flying Chip | –                           | Matt Ferguson | Catherine Williams |
| Familie Mops fährt in den Urlaub. Chips freut sich das erste Mal, mit einem Flugzeug zu fliegen. Sie erkundet, was am Flughafen passiert, und lernt einen neuen Freund kennen: Gürteltier Armando. Im Flugzeug dürfen sie das Cockpit anschauen.                              |           |                                  |                              |                             |               |                    |
| Diese Folgen wurden international am 8. März 2022 auf Netflix veröffentlicht. Die dortige sechste ist eine exklusive Netflix-Folge. |           |                                  |                              |                             |               |                    |

#### Netflix-Special
| Nr. (ges.) | Nr. (St.) | Deutscher Titel    | Originaltitel  | Regie                       | Drehbuch           |
| --- | --------- | ------------------ | -------------- | --------------------------- | ------------------ |
| – | 1         | Chips macht Urlaub | Chip’s Holiday | Matt Ferguson & Joel Dickie | Catherine Williams |
| Die Familie erreicht die Urlaubsinsel La Isla Happitita. Im Feriendorf schlafen sie in einem Wohnwagen; Armando und seine Mutter schlafen in einem großen Zelt. |           |                    |                |                             |                    |
| Dieses Special wurde auf Netflix am 27. Juni 2022 veröffentlicht.                                                                                               |           |                    |                |                             |                    |

#### Staffel 4 (Netflix)
| Nr. (ges.) | Nr. (St.) | Deutscher Titel           | Originaltitel                          | Erstveröffentlichung Kanada | Regie         | Drehbuch           |
| --- | --------- | ------------------------- | -------------------------------------- | --------------------------- | ------------- | ------------------ |
| 51 | 1a        | Brauthündin Chips         | Bridespup Chip                         | 3. Okt. 2021                | Matt Ferguson | Denise Cassar      |
| Oma wählt Chips, Spud und Glenda als ihre Brautwelpen und lässt diese ihre Brautkleidung selbst aussuchen – allerdings müssen sie dieselbe Farbe nehmen. |           |                           |                                        |                             |               |                    |
| 52 | 1b        | Chips’ und Nicos Spieltag | Chip and Nico’s Fun Day                | 3. Okt. 2021                | Joel Dickie   | Chris Parker       |
| An der Schule findet der Spaßtag statt mit einem besonderen Programm anstatt Unterricht. Weil Chips sich nicht an die Regeln hält, handelt sie Nico Ärger ein. |           |                           |                                        |                             |               |                    |
| 53 | 2a        | Chips tut es leid         | Chip is Sorry                          | 9. Okt. 2021                | Matt Ferguson | Catherine Williams |
| Chips will sich bei Nico entschuldigen, aber er hat zunächst keine Zeit für sie, weil sein Vater zu Besuch ist. Spud und Paco helfen ihr. |           |                           |                                        |                             |               |                    |
| 54 | 2b        | Omas und Gordies Taqueria | Grandma and Gordie’s Taqueria          | 9. Okt. 2021                | Joel Dickie   | Emma Hogan         |
| Oma und Gordie ziehen in den Willkommensweg und verwandeln den Laden der Flamingos mit Hilfe von Chips und den übrigen Nachbarn in eine Taqueria. |           |                           |                                        |                             |               |                    |
| 55 | 3a        | Die Show der Flingos      | Flingos’ Show                          | 16. Okt. 2021               | Matt Ferguson | Chris Parker       |
| Um ihren Renteneintritt zu feiern, geben die Flamingos eine Show in Synchronschwimmen, die Chips zusammen mit Gigglish Grand anschaut. |           |                           |                                        |                             |               |                    |
| 56 | 3b        | Der erste Schulbesuch     | Boo-bam’s School Visit                 | 16. Okt. 2021               | Joel Dickie   | Mark Robertson     |
| Nico nimmt sein neues Stofftier Boo-bam in die Schule mit, doch Howie behandelt es nicht gut. |           |                           |                                        |                             |               |                    |
| 57 | 4a        | Tot und Toffel            | Tot and Potato                         | 17. Okt. 2021               | Matt Ferguson | Jen Upton          |
| Weil Totsi zahnt, überlässt Chips ihr Toffel für den ganzen Tag. Chips wird von Frau Wooly belohnt. |           |                           |                                        |                             |               |                    |
| 58 | 4b        | Howie hat Herz            | Howie has Heart                        | 17. Okt. 2021               | Joel Dickie   | Dave Ingham        |
| Die Polizei stellt den Fröhlichen Hoppern ihre Arbeit vor. Als Toffel verschwindet und Chips Howie verdächtigt, findet sie stattdessen sein altes Kuscheltier. |           |                           |                                        |                             |               |                    |
| 59 | 5a        | Chips’ Hochzeitsprobe     | Wedding Rehearsal Chip                 | 23. Okt. 2021               | Matt Ferguson | Catherine Williams |
| Der Ablauf der Hochzeitszeremonie wird geprobt, damit die Brautwelpen ihre Aufgaben üben können. |           |                           |                                        |                             |               |                    |
| 60 | 5b        | Omas und Gordies Hochzeit | Grandma and Gordie’s Big Puppy Wedding | 23. Okt. 2021               | Joel Dickie   | Catherine Williams |
| Omas und Gordies Hochzeitstag ist da. Vor Aufregung macht Chips vieles fast falsch. |           |                           |                                        |                             |               |                    |
| – | 6         | Chips’ Thanksgiving       | Chip and Potato: Chip’s Thanksgiving   | –                           | Joel Dickie   | Catherine Williams |
| Zu Thanksgiving erhalten die Fröhlichen Hopper ein Geschenk von Herr Diggerty. Die Möpse, Pandas, Elefanten und Giraffen aus dem Willkommensweg wollen zum Thanksgiving-Dinner zusammenkommen. Toffel findet heraus, dass Herr Diggerty alleine ist, und zeigt sich ihm, um ihm Gesellschaft zu leisten. Chips lädt auch ihn zum Dinner ein, das daraufhin in seiner Höhle stattfindet. |           |                           |                                        |                             |               |                    |
| Diese Folgen wurden international am 3. Oktober 2022 auf Netflix veröffentlicht. Die dortige sechste ist eine exklusive Netflix-Folge. |           |                           |                                        |                             |               |                    |

## Ausstrahlung/Veröffentlichung
Chips und Toffel wurde auf dem kanadischen Fernsehsender Family Jr. ab dem 15. Oktober 2018 ausgestrahlt. Dort erschienen in der ersten Staffel 40 Folgen von 11 Minuten Länge. Auf Netflix wurden am 17. Mai 2019 die bis dahin erschienenen 20 Folgen in einer ersten Staffel veröffentlicht, die zweite Hälfte erschien am 29. November 2019. Die Staffeln bestehen jeweils aus 10 Folgen von 22 Minuten Länge, in denen jeweils zwei 11-Minuten-Folgen zusammengepackt wurden.

## Rezeption
Common Sense Media, eine Seite zur Einschätzung von Medien für Kinder, vergibt 4 von 5 Sternen. Die Serie steche durch die Stärke der Charaktere hervor, gelobt werden die Beziehungen und das Unterstützungssystem für Chips aus Familie und Freunde: "Diese Bedeutung von Gemeinschaft ist ein Fokus der Geschichten, der Kinder an den Wert erinnert, neue Dinge auszuprobieren und um Hilfe zu bitten, wenn man sie braucht, sowie an das wachsende Selbstvertrauen, das kommt, wenn man mit neuen Bemühungen erfolgreich ist. Joe Keller von Decider sagt, Vorschüler werden wertschätzen, dass Chips dieselben Herausforderungen hat wie sie und Eltern die Serie mitanschauen könnten, ohne schreien zu wollen, weil die Kinder wie Kinder und die Erwachsenen wie Erwachsene reden. Er lobt den Handlungsbogen um Toffels Geheimnis, das der Serie mehr an Geschichte verleiht neben den Herausforderungen im Kindergarten.
Die Serie wird für die gezeigte Vielfalt, etwa durch Frau Wooly, die im Rollstuhl sitzt, und das gleichgeschlechtliche Zebrapaar Roy und Ray Miller, gelobt.